# Panzer 38(t)
Il Panzer 38(t), abbreviazione di Panzerkampfwagen 38(t), è stato un carro armato leggero di origine cecoslovacca usato dall'esercito tedesco durante la seconda guerra mondiale. È conosciuto anche come TNH-PS, nome dato al primo prototipo, o LT vz. 38, denominazione ufficiale usata dall'Esercito cecoslovacco, il quale non riuscì comunque ad utilizzarlo in battaglia a causa dell'occupazione tedesca.
Nato dall'esperienza fatta sul precedente LT vz. 35, questo carro si guadagnò una buona reputazione e fu esportato in paesi come Svezia, Persia, Perù, Svizzera e Lituania.

## Produzione

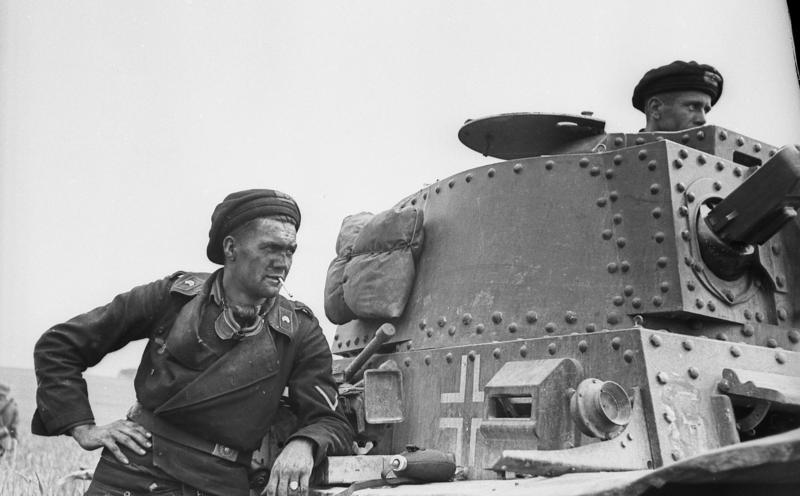
Un Panzer 38(t) e alcuni membri dell'equipaggio durante l'invasione della Francia

La rapidissima degenerazione della situazione internazionale portò l'esercito cecoslovacco ad ordinare presto un veicolo migliore del LT vz. 35, e i veicoli presentati dalla Škoda erano i prototipi "S-11-a" e "S-11-b", che vinsero la competizione contro la ČKD che presentava un LT vz 35 ammodernato con una meccanica migliorata, quella che era presente nel modello TNH già prodotto per l'esportazione. Il motivo per cui venne preferita la Škoda era il treno di rotolamento di nuova concezione.
Questo mezzo, denominato LT vz 38, venne omologato per la produzione il 1º luglio 1938, ma non ebbe successo nelle forze armate locali perché ebbe luogo l'annessione della Cecoslovacchia da parte della Germania nazista. La produzione si sarebbe svolta solo per l'esercito tedesco e raggiunse nel 1942 circa 1.400 esemplari complessivi, poi venne sospesa. Prima di questo tuttavia il 23 marzo 1939 la ČKD spedì nel Regno Unito un LT vz 38 nella speranza che il Royal Armoured Corps ne approvasse l'acquisto, ma i tecnici britannici non lo giudicarono idoneo sotto il profilo della potenza di fuoco e dell'abitabilità dell'equipaggio. Di parere totalmente diverso furono i tedeschi che invece ordinarono alla ČKD, rinominata Böhmisch-Mährische Maschinenfabrik di continuare a produrre il veicolo.
Nonostante la versione "Ausf. S", richiesta dalla Svezia, fosse stata confiscata dai nazisti, alla Scania-Vabis vennero ugualmente concessi i diritti di produzione che sfociarono nello "Strv m/41".

## Versioni
- TNHP: versione iniziale per l'esportazione destinata all'Iran, primo cliente con 50 carri ordinati nel 1935.
- LTP: versione export per il Perù.
- LTH: versione export per la Svizzera, 24 carri disarmati.
- LTL: versione export per la Lituania, 21 carri ordinati, nessuno consegnato a causa dell'annessione all'Unione Sovietica.
- LT vz. 38: designazione ufficiale dell'Esercito cecoslovacco.
- LT vz. 40: designazione dell'Esercito slovacco stornati dall'ordine dei LTL lituani.
- PzKpfw 38(t) Ausf. A: versione originale prodotta dopo l'annessione della Cecoslovacchia da parte di Hitler. 15 vennero usati nella campagna Norvegese e 59 erano in forza alla 3. Leichte-Division durante la campagna di Polonia. L'unico teatro dove non entrò in servizio fu quello africano.
- PzKpfw 38(t) Ausf. B: usato dalla 7. e 8. Panzer-Division durante la campagna di Francia e solo dalla seconda unità anche nell'operazione Marita.
- PzKpfw 38(t) Ausf. C: frutto di un nuovo ordine effettuato nel 1940. Il servizio operativo fu lo stesso del modello precedente.
- PzKpfw 38(t) Ausf. D: fabbricato dal settembre 1940, aveva la corazza frontale semplificata per migliorare la produzione in serie.
- PzKpfw 38(t) Ausf. E: in questa versione si aggiunsero delle protezioni che portarono la corazzatura totale frontale a 50 mm e quella laterale a 30 mm; inoltre furono installati i silenziatori.
- PzKpfw 38(t) Ausf. F: versione leggermente migliorata rispetto alla precedente con eliminazione dei silenziatori.
- PzKpfw 38(t) Ausf. G: modello del tardo 1941 con ulteriori protezioni.
- PzKpfw 38(t) Ausf. S: modello ordinato dalla Svezia ma posto sotto sequestro dalla Germania, che vi installò nuove radio per convertirli a carro comando (Panzerbefehlswagen 38(t) era il nome originale). Alcuni di questi esemplari furono comunque esportati nella Repubblica Slovacca e parteciparono ad alcuni combattimenti nel sud dell'Unione Sovietica tra il 1941 e il 1942[5].
- Stridsvagn m/41 S(eries)I: versione prodotta su licenza dalla Svezia a compensazione degli Ausf. S sequestrati dai tedeschi. 116 esemplari prodotti.
- Stridsvagn m/41 S(eries)II: Strv m/41 con corazzatura e motore potenziati. 104 esemplari prodotti.

Altri veicoli derivati da questo carro furono lo Sd.Kfz. 140/1, che abbinava il suo telaio con la torretta di uno Sd.Kfz. 222 per creare un mezzo da ricognizione prodotto in 70 esemplari dal 1943 al 1944; il Nebel-Ausrüstung, che aveva la torretta rimossa per fare spazio a congegni fumogeni; e il Waffenträger, nome generico assegnato ai veicoli portamunizioni disarmati. Nello specifico del Panzerkampfwagen 38(t), il motore fu spostato in avanti per aumentare la capacità di carico, ma l'inizio tardivo della produzione (1945 inoltrato) fece sì che uscirono dalle fabbriche solo due di questi esemplari: uno destinato al trasporto dei proiettili da 8,8 cm o da 10,5 cm e un altro a quelli da 12,8 cm.
Si pensò persino ad un prototipo subacqueo capace guadare i fiumi denominato "AP-1", ma l'idea rimase sulla carta così come il "Panzer 38(d)", progettato da tecnici tedeschi che pensarono ad uno scafo più largo e ad un motore da 156,6 kW (base di partenza per i carri della serie Entwicklung). Diversamente, furono sfornate alcune versioni lanciafiamme, equipaggiate con un serbatoio di liquido infiammabile da 200 l al traino.
| Modello              | Produzione                   | Esemplari prodotti |
| PzKpfw 38(t) Ausf. A | maggio - novembre 1939       | 150                |
| PzKpfw 38(t) Ausf. B | gennaio - novembre 1940      | 110                |
| PzKpfw 38(t) Ausf. C | gennaio - novembre 1940      | 110                |
| PzKpfw 38(t) Ausf. D | settembre - novembre 1940    | 105                |
| PzKpfw 38(t) Ausf. E | novembre 1940 - ottobre 1941 | 275                |
| PzKpfw 38(t) Ausf. F | novembre 1940 - ottobre 1941 | 525                |
| PzKpfw 38(t) Ausf. G | ottobre 1940 - luglio 1942   | 321                |
| PzKpfw 38(t) Ausf. S | maggio - dicembre 1941       | 90                 |

## Derivati
Il Panzerkampfwagen 38(t) fu importante per la Wehrmacht anche perché dal suo telaio furono originati diversi veicoli da combattimento e da supporto al combattimento, come ad esempio lo Sd.Kfz. 138/1 (semovente di appoggio per la fanteria con obice sIG 33), il Marder III (19 esemplari convertiti), il Flakpanzer 38(t) e soprattutto l'Hetzer, di cui 2.396 unità nacquero proprio da questo telaio.
- Sd.Kfz. 138 Marder III: cacciacarri tedesco armato con cannone 7,62 cm PaK 36(r) o 7,5 cm PaK 40/3 in sovrastruttura a cielo aperto.
- SdKfz 139 Marder III: cacciacarri tedesco armato con cannone 7,62 cm PaK 36(r) (76,2 mm M1936 russo di preda bellica) in sovrastruttura a cielo aperto,
- SdKfz 138/1 Grille: semovente d'artiglieria tedesco armato con obice d'appoggio alla fanteria sIG 33.
- SdKfz 140 Flakpanzer 38(t): semovente antiaereo tedesco armato con mitragliera da 2 cm FlaK 38.
- SdKfz 140/1 Aufklärungspanzer 38(t) mit 2 cm KwK 38: carro da ricognizione con torretta da 20 mm dell'autoblindo Sd.Kfz. 222. 70 esemplari costruiti.
- SdKfz 140/1 Aufklärungspanzer 38(t) mit 7,5 cm KwK 37 L/24: carro per il supporto diretto alla fanteria armato con cannone KwK 37 da 75 mm in sovrastruttura modificata. 2 esemplari costruiti.
- Jagdpanzer 38(t) Hetzer: cacciacarri tedesco armato con 7,5 cm PaK 39 L/48 in sovrastruttura chiusa.
  - G-13: designazione svizzera per Jagdpanzer 38(t) di costruzione post-bellica acquistati dalla Cecoslovacchia.
- Nahkampfkanone 1: cacciacarri di costruzione svizzera, simile al Marder III (1 prototipo costruito).
- Pansarbandvagn 301: Stridsvagn m/41 (SI e SII) svedesi ricostruiti come veicolo trasporto truppe. 220 veicoli convertiti.
- Stormartillerivagn m/43: cannone d'assalto svedese basato su scafo Stridvagn m/41 SII. 36 esemplari costruiti.

## Tecnica

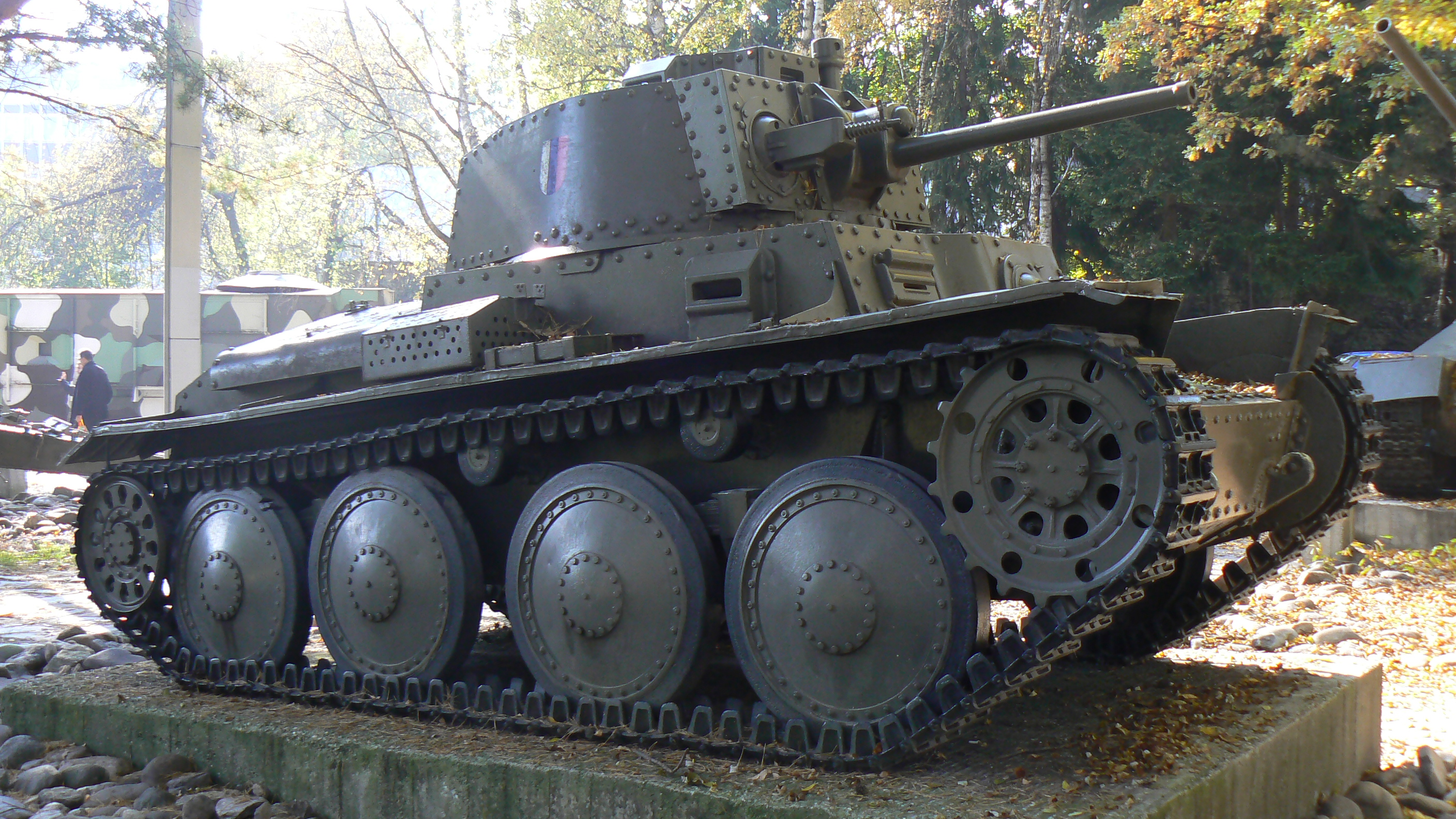

La tecnica del mezzo vedeva una struttura simile al precedente modello 35, ma con un treno di rotolamento costituito da quattro grandi ruote portanti gommate e, notare bene, due piccoli rulli di rinvio superiori, per cui quello che sembrava un treno tipo Christie era in realtà qualcosa di sensibilmente diverso.
L'equipaggio era di quattro uomini (il pilota sedeva davanti sulla destra, il mitragliere alla sua sinistra, mentre i due addetti al cannone prendevano posto dietro di loro), e il capocarro poteva usufruire di una cupola di osservazione e di un alto periscopio corazzato, capace di guardare sui 360 gradi in quanto più alto anche della cupola appena dietro. L'armamento era costituito da un cannone Škoda 3,7 cm A7 da 37 mm (3,7 cm KwK 38(t) per i tedeschi) di tipo più moderno che nei precedenti, con una elevazione che andava fino a 12° e una depressione fino a -6°, capace di perforare una corazza spessa 35 mm da una distanza di 1.100 m. L'armamento secondario era costituito da una mitragliatrice media ZB-53 (MG 37(t) per i tedeschi) in torretta, non coassiale ma montata su un apposito supporto a sfera a destra del mantelletto del cannone; una seconda ZB-53 era installata frontalmente nello scafo, manovrata dall'operatore radio che sedeva a sinistra del pilota. Le sospensioni erano a balestra, mentre la ruota di rinvio era dietro e non davanti, cosa piuttosto strana perché costituiva un regresso almeno concettuale.
I primi modelli erano rivettati, ma presto si procedette a saldare le piastre per garantire una migliore protezione all'equipaggio. La torretta era imbullonata allo scafo. Il propulsore veniva montato nella parte posteriore del telaio ed era collegato ad un cambio in grado di fornire una retromarcia e cinque marce in avanti.

## Servizio

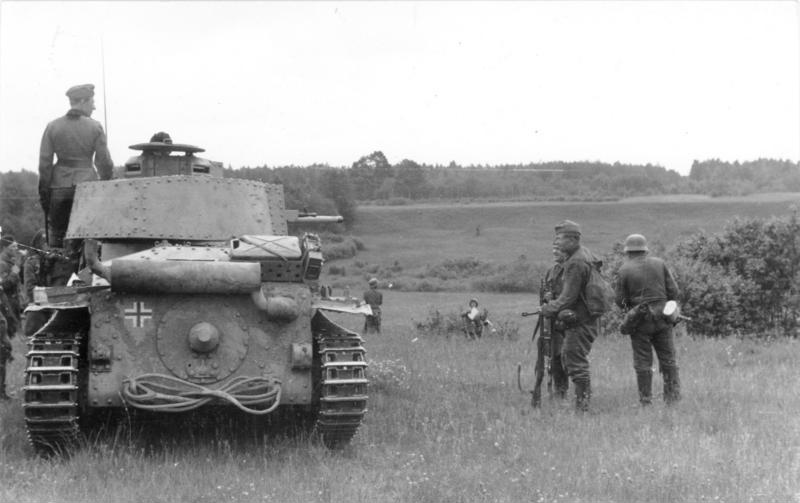
Il retro del carro

Il Panzerkampfwagen 38(t) entrò in servizio con la Wehrmacht non appena iniziò la seconda guerra mondiale, vale a dire durante la campagna di Polonia: 80 mezzi infatti erano in uso presso la 2. e 3. Leichte-Division, future 7. e 8. Panzer-Division che lo portarono nella campagna di Francia dove venne ampiamente apprezzato. Circa la decima parte dei carri totali disponibili dall'esercito tedesco erano in quel momento Panzer 38(t), e la 7. Panzer-Division ne ebbe in carico 132, mentre la 8. Panzer-Division ne ricevette 85.
Il Panzerkampfwagen 38(t) era un carro assai mobile, anche se non molto veloce e operò bene per i primi anni. L'operazione Barbarossa lo vide dispiegato in 754 esemplari, circa 1/4 del totale dei carri tedeschi, ripartiti tra le divisioni corazzate numero 7, 8, 12, 19 e 20. Nel luglio 1941 i carri schierati salirono a 763, numero che calò nell'aprile 1942 a 522. Durante la guerra il cannone si dimostrò via via superato, e così il piccolo ČKD da 9.700 kg di peso in ordine di combattimento venne declassato inevitabilmente in seconda linea.
Non tutto era però finito, perché 15 mezzi contrastarono lo sbarco in Normandia Alleato e altri 229 vennero adibiti a compiti di occupazione fino alla metà del 1944. A molti carri inoltre venne tolta la torretta in funzione di carri addestramento, con le prime trasferite nelle batterie costiere del Vallo Atlantico e in Italia.
Un altro impiego del carro fu quello che lo vide impiegato sui Panzerzug, i treni corazzati. Due esemplari del Pz38 erano montati su speciali carri in testa ed in coda al treno. Mediante una rampa mobile potevano scendere a terra e continuare il combattimento assieme alla fanteria di scorta al treno. Tali esemplari avevano la mitragliatrice di scafo rimossa. Il servizio di tali veicoli continuò sino alla fine del conflitto.
Per quello che riguarda invece gli alleati della Germania, il Regno di Romania ne usò 50, la Repubblica Slovacca 90 o 69 (che li schierò contro la Wehrmacht nella rivolta dell'agosto 1944), l'Ungheria 102 e il Regno di Bulgaria 10. Qualche esemplare catturato prestò servizio persino nell'Armata Rossa e la rinata Cecoslovacchia lo riutilizzò fino al 1950 come carro addestramento.